# Harry el Sucio
Harry el sucio (Dirty Harry, según su título original en inglés) es una película estadounidense de 1971 dirigida por Don Siegel e interpretada por Clint Eastwood. Con Andrew Robinson, Reni Santoni, John Vernon y Harry Guardino en los papeles principales.
Tuvo cuatro secuelas, Magnum Force (1973), The Enforcer (1976), Sudden Impact (1983) y The Dead Pool (1988). La película estuvo prohibida en Finlandia hasta 1972, y censurada en Noruega y Portugal. Es el top 15 de las 100 mejores películas de acción de todos los tiempos por GQ.

## Trama
Un asesino en serie apodado Scorpio (Andrew Robinson) anda suelto en San Francisco matando civiles desde las azoteas de los edificios y otras construcciones con un fusil de precisión. Chantajea a la ciudad y amenaza con matar a una persona cada día, hasta que se le pague un rescate. Su segundo intento de asesinato es evitado por un helicóptero policial, pero escapa y consigue matar al día siguiente. La policía cree entonces que es muy posible que vuelva al mismo lugar para intentar matar de nuevo. 
Los policías Harry Callahan (Clint Eastwood) y Chico González (Reni Santoni) le esperan allí y evitan el asesinato de su objetivo, un sacerdote católico. Sin embargo, logra escapar nuevamente matando a un agente en el camino. Posteriormente secuestra a una adolescente, la viola, tortura y la encierra en un foso. Eleva el rescate y afirma que debe ser pagado rápidamente pues a la chica sólo le queda aire hasta las 3:00 de la siguiente mañana. 
El alcalde (John Vernon) decide entregarle el dinero y envía a Callahan para tal misión. Scorpio le hace deambular por toda la ciudad, de cabina telefónica en cabina telefónica, desde donde le envía al siguiente punto. Finalmente, se enfrenta a Callahan y se lleva el dinero, pero agrede a Callahan y amenaza con matarle a él y a la chica. Chico había seguido a Callahan oculto todo el trayecto y entra en escena, intercambiando disparos con el asesino. Callahan logra apuñalar a Scorpio desde el suelo, con una navaja que llevaba oculta. Scorpio escapa herido en el muslo, sin el dinero. Callahan recorre los policlínicos buscando alguna pista de Scorpio. Un médico que había tratado a Scorpio le reconoce y le dice a Callahan que el portero del estadio del otro lado de la calle le deja vivir allí. Callahan irrumpe en su habitación sin una orden judicial, le persigue por todo el terreno de juego deteniéndole con un disparo en la pierna. En ese momento, le tortura pisándole la pierna herida para poder saber el lugar donde está enterrada la chica. 
Logran encontrar a la chica, pero ya está muerta. Scorpio es liberado sin cargos por haber sido detenido por medios irregulares y bajo tortura. Posteriormente, Scorpio le paga a un matón para que lo golpee en el rostro y así culpar a Callahan de brutalidad policial. Finalmente, Scorpio secuestra un autobús escolar y exige otro rescate, más un avión. El alcalde insiste en acceder a sus demandas, pero Callahan le persigue bajo su cuenta y riesgo, y logra rescatar en último término a los niños y matar a Scorpio.

## Reparto
- Clint Eastwood: Inspector Harry «el Sucio» Callahan.
- Harry Guardino: Teniente Bressler.
- Reni Santoni: Inspector Chico González.
- Andrew Robinson: Scorpio.
- John Larch: Jefe de Policía de San Francisco.
- John Vernon: El Alcalde.
- John Mitchum: Inspector Frank Di Giorgio.
- Mae Mercer: Sra. Russell.
- Lyn Edgington: Norma.
- Ruth Kobart: Conductora del autobús escolar.
- Woodrow Parfrey: Sr. Jaffe (camarero).
- Josef Sommer: Fiscal William Roto.
- William Petersen: Bannerman.
- James Nolan: Licorero.
- Maurice Argent: Sid Kleinman.
- Jo De Winter: Miss Willis.
- Craig Kelly: Sargento Reineke.

## Producción
Aunque Callahan es uno de los papeles emblemáticos de Eastwood, él no fue el principal candidato para ese papel principal, que fue escrito para Frank Sinatra, pero el cantante se había roto la muñeca y encontró la magnum demasiado pesada para él, de modo que rechazó la interpretación. Se le ofreció el papel a Eastwood después de John Wayne, Burt Lancaster, Robert Mitchum, Steve McQueen y Paul Newman, que también rechazaron encarnar al inspector por diversas razones. En su versión original, la historia se desarrollaba en Nueva York. Una de las condiciones de Eastwood para aceptar el papel era el cambio de escenario a San Francisco, su ciudad natal. 
Scorpio, el villano de la película, estuvo inspirado en el criminal conocido como Asesino del Zodiaco, que actuaba en San Francisco en aquella época y nunca fue capturado. Audie Murphy fue propuesto en primer lugar para el papel, pero murió en accidente aéreo antes de que se le pudiera realizar la oferta. El papel fue a parar al desconocido Andrew Robinson. El retrato que hace Robinson del asesino fue tan realista que recibiría sucesivas amenazas de muerte y acabaría pidiendo un número de teléfono secreto. En la vida real, Robinson es un pacifista que desprecia las armas. En los primeros días del rodaje, Robinson mostraba una mueca de desagrado cada vez que disparaba. El director Don Siegel acabó suspendiendo el rodaje por un tiempo para mandar a Robinson a un psiquiatra. No obstante, continuó haciendo gestos cuando disparaba.
Las escenas se rodaron en exteriores reales de la ciudad de San Francisco, excepto la del atraco del banco, que fue filmada en una falsa calle de estudio para mayor seguridad, pues requería muchos efectos especiales.